# زامین
زامین (به ازبکی: Zaamin) یک منطقهٔ مسکونی در ازبکستان است که در شهرستان زامین واقع شده‌است. زامین ۲۹٬۰۴۴ نفر جمعیت دارد.